# James Hamilton (3e duc d'Abercorn)
Pour les articles homonymes, voir James Hamilton et Hamilton.
James Albert Edward Hamilton, 3e duc d'Abercorn (30 novembre 1869 – 12 septembre 1953) est un homme politique, militaire et pair britannique.

## Biographie
Né à Hamilton Place, Piccadilly, Londres, il est le fils aîné de James Hamilton († 1913), 2e duc d'Abercorn, et filleul du prince de Galles. Il étudie à Eton, puis sert d'abord dans les Royal Inniskilling Fusiliers jusqu'en 1892 quand il rejoint le 1er régiment de Life Guards. Dans les élections générales de 1900, il est élu membre du parlement pour la circonscription de de Londonderry City en tant qu'unioniste. Trois ans plus tard, il devient trésorier de la maison royale, un poste qu'il occupe jusqu'à la chute de l'administration conservatrice d'Arthur Balfour en 1905.
Après avoir servi un temps comme whip dans l'opposition, en 1913, Hamilton succède à son père en tant que 3e duc d'Abercorn. Neuf ans plus tard il est nommé gouverneur de l'Irlande du Nord, poste qui vient d'être crée. Il sert également comme lord-lieutenant du comté de Tyrone, de 1917 jusqu'à sa mort, et comme major dans le North Irish Horse. Il se révèle un représentant royal populaire, et est renouvelé à ce poste en 1928 après avoir terminé son premier mandat. En 1931, il refuse l'offre de poste de gouverneur général du Canada. Trois ans plus tard, il est à nouveau reconduit dans ses fonctions de gouverneur de l'Irlande du Nord, pour un troisième mandat. Il reste à ce poste jusqu'à sa démission en juillet 1945.
Le duc est fait chevalier de l'ordre de Saint-Patrick en 1922, et, six ans plus tard, devient chevalier de la Jarretière. En 1928, il est également le récipiendaire d'un doctorat honoris causa de l'université Queen's de Belfast et il reçoit la Royal Victorian Chain en 1945, la même année, il devient conseiller privé.
Le duc meurt à son domicile à Londres en 1953, et est enterré à Baronscourt, comté de Tyrone.

## Famille et descendance
Le 1er novembre 1894, il épouse Rosalind Cecilia Caroline Bingham (1869-1958), fille de George Bingham (4e comte de Lucan) (1830-1914), 4e comte de Lucan, et de Cecilia Catherine Gordon-Lennox (1838-1910), à l'église St. Paul's, Knightsbridge.
Ils ont trois filles et deux fils :
- Mary Cecilia Rhodesia Hamilton (1896-1984), qui se marie deux fois, d'abord en 1917 avec le major Robert Orlando Rudolph Kenyon-Slaney (1892-1965), duquel elle divorce en 1930, et d'autre part, en 1930, avec John Gilmour, 2e baronnet ;
- Cynthia Elinor Beatrix Hamilton (1897-1972), qui épouse en 1919 Albert Spencer (7e comte Spencer) (1892-1975). Ils ont un fils, Edward Spencer (8e comte Spencer et père de Diana Spencer, l'épouse du prince Charles), et deux filles ;
- Katherine Hamilton (1900-1985), qui épouse en 1930 Reginald Henry Seymour (1878-1938), un descendant du 1er marquis Hertford ;
- James Hamilton (4e duc d'Abercorn) (1904-1979), 4e duc d'Abercorn ;
- Lord Claud David Hamilton (1907-1968), qui travaille comme avocat à l'Inner Temple, et qui, en 1946, se marie avec Genesta Mary Heath. Il est son troisième mari, et ils n'ont pas de descendance.